# Premi Internacional Joan B. Cendrós
El Premi internacional Joan B. Cendrós el convoca l'entitat Òmnium Cultural per a treballs publicats o emesos fora dels Països Catalans, en qualsevol idioma, en mitjans d'informació general o especialitzada d'arreu del món.
El premi es concedeix al millor treball en defensa de la llengua, la cultura i la nació catalanes o bé a la millor contribució a la projecció exterior dels Països Catalans, en qualsevol dels aspectes que configuren la seva realitat nacional i cultural.
Joan Baptista Cendrós i Carbonell va ser un dels cinc fundadors d'Òmnium Cultural.

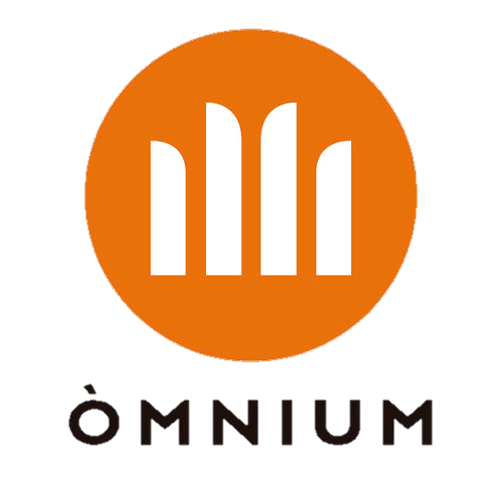
L'entitat Òmnium Cultural atorga el Premi Internacional Joan B. Cendrós

## Anteriors guanyadors
- 2008. Monogràfic: Catalan Theatre 1975-2006: Politics, Identity and Performance, de la Contemporary Theatre Rewieu. Maria Mercè Delgado, David George i Lourdes Orzco (En nom seu pugen Ventura Pons i Mercè Saumell)
- 2009. Questions nationales / National Matters. Roger Boire i Jean-Piere Roy
- 2010. Bullfighting ban is sweet revenge for Catalonia. Colm Tóibín[2]
- 2011. Catalonia Press. Liz Castro
- 2012. Col·lectiu Emma[3]
- 2013. L'Indépendant i Catalan International View
- 2014. Suso de Toro i Henry de Laguérie[4]
- 2015. Roses, llibres i guerrers. Alex Rühle[5]
- 2016 - Mary Ann Newman[6]
- 2017 - Jody Willians[7]
- 2021 - Ai WeiWei[8]
- 2022 - Mara Faye Lethem[9]
- 2023 - Aitana Bonmatí[10]